# Tre klaverstykker opus 10
Tre klaverstykker is een compositie van Eyvind Alnæs. Net zoals collegacomponist Christian Sinding moest Alnæs het voor wat betreft inkomsten hebben van het uitgeven van werkjes voor piano. In tegenstelling tot Sinding ging het schrijven van die stukjes langzaam, Alnæs had het druk met begeleiden van zangers en het dirigeren van allerlei koren. Van zijn opus 10 is maar weinig bekend. De titels van de werkjes verschilt nauwelijks van de titels die Sinding aan zijn werkjes gaf.
De drie deeltjes zijn:
1. Skizze
2. Idyl
3. Melodi

Alnæs is betrokken bij nog een opus 10. Hij bewerkte Suite for orkester efter musikken til Gøthes Gøtz von Berlichingen opus 10 van Iver Holter voor piano quatre mains.